# Nguyễn Sỹ Bình
Nguyễn Sỹ Bình (sinh năm 1955) là một nhân vật bất đồng chính kiến Việt Nam. Ông là người sáng lập Đảng Nhân dân Hành động Việt Nam và đồng thời được xem là người chỉ đạo tại hải ngoại của Đảng Dân chủ Việt Nam thế kỉ 21.

## Tiểu sử
Ông sinh năm 1955 tại phường Hoài Hảo, Hoài Nhơn, Bình Định. Tháng 7 năm 1974, ông đỗ tú tài đôi, sau đó ghi danh vào Trường Đại học Tư thục Minh Đức tại Phú Nhuận, Sài Gòn. Sau sự kiện 30 tháng 4 năm 1975, ông cùng với một số sinh viên khác trong trường cùng tham gia trong nhóm sinh hoạt Phòng Thông tin Hoa Kỳ di tản sang Hoa Kỳ.
Tại Hoa Kỳ, ông theo học và đã tốt nghiệp Trường Đại học Maryland ngành kĩ sư về hạt nhân.
Trong thập niên 1980, ông làm việc trong lĩnh vực bất động sản tại Hoa Kỳ. Sau năm 1986, khi chính quyền Việt Nam thực hiện chính sách đổi mới, mở cửa, Nguyễn Sĩ Bình cũng đi theo xu thế của những người Việt ở nước ngoài đã bắt đầu trở về Việt Nam làm ăn, thăm thân nhân. Tháng 8 năm 1990, ông trở về Việt Nam.

## Hoạt động chính trị

### Tại Việt Nam
Năm 1990, ông cùng với một số người thành lập Đảng Nhân dân Hành động Việt Nam ở Hoa Kỳ, ông giữ cương vị chủ tịch đảng. Phương châm hoạt động với mục tiêu tiến hành các phương thức đấu tranh công khai, từ việc các yêu sách chính trị đến phát động cuộc tổng nổi dậy ở trong nước kết hợp với sự hỗ trợ của bên ngoài để tiến tới lật đổ chính quyền Việt Nam.
Những năm 1991-1992, ông về nước cư trú tại TP. Hồ Chí Minh và bắt đầu tiến hành gây dựng lực lượng thành viên cho Đảng Nhân dân hành động ở trong nước với các hoạt động trong cương lĩnh đảng với tôn chỉ, đường lối mà theo cáo buộc của chính quyền Việt Nam là hoạt động nhằm mục đích lật đổ chính quyền nhân dân.
Với các hoạt động chính trị trên, ông đã bị cơ quan an ninh Việt Nam bắt vào ngày 25 tháng 04 năm 1992 tại TP.Hồ Chí Minh, sau 18 tháng tù giam ông được tha và bị trục xuất về Hoa Kỳ.

### Các hoạt động chính trị ở Campuchia
Trở về Hoa Kỳ, biết không thể công khai trở về Việt Nam để hoạt động chính trị, ông đã cùng các thành viên trong đảng đến Campuchia, từ Campuchia giáp biên giới với Việt Nam, ông tiếp tục xây dựng lực lượng tại đây. Đến tháng 2 năm 1996, ông tổ chức Đại hội Đảng Nhân dân hành động lần thứ nhất tại Campuchia, khi bị chính quyền nước sở tại ngăn cấm nên ông đã sang Thái Lan rồi trở lại Hoa Kỳ và chỉ đạo phong trào tại Campuchia.

### Vai trò trong đảng Dân chủ 21
Năm 2005, Hoàng Minh Chính, cựu Tổng thư ký Đảng Dân chủ Việt Nam, sang Hoa Kỳ chữa bệnh, và đã có cuộc gặp với ông cùng với một số thành viên trong Đảng Nhân dân hành động. Hai bên đã có những trao đổi về tình hình chính trị Việt Nam cũng như thống nhất một số cách thức hoạt động chính trị trong nước. Tháng 06 năm 2006, ông Hoàng Minh Chính ra thông cáo khôi phục lại hoạt động của Đảng Dân chủ Việt Nam sau gần 20 năm giải thể. Tuy nhiên, trên thực tế, đây là một đảng chính trị hoàn toàn mới, phát triển từ nòng cốt là Khối 8406, nên thường được gọi là Đảng Dân chủ Việt Nam thế kỉ 21.
Sau khi tuyên bố hoạt động, ông được ông Hoàng Minh Chính, với tư cách là Tổng thư ký đảng Dân chủ 21, đã chỉ định vào vị trí Trưởng ban Hải ngoại của đảng. Thông qua sự giới thiệu của Hoàng Minh Chính, ông đã xây dựng các mối liên hệ với Nguyễn Tiến Trung, người đã thành lập Tập hợp Thanh niên Dân chủ. Sau đó, Nguyễn Tiến Trung chính thức gia nhập đảng Dân chủ và đảm nhận vai trò Phó tổng thư ký phụ trách thanh niên.

### Với các nhân vật bất đồng chính kiến khác
Năm 2008, ông Hoàng Minh Chính qua đời. Ông đã thay ông Hoàng Minh Chính điều hành Đảng Dân chủ Việt Nam và đồng thời từ bỏ vai trò ở Đảng Nhân dân hành động do mình sáng lập.
Cùng với các nhóm hoạt động chính trị khác, tháng 3 năm 2009 tại Phuket, Thái Lan. Ông cùng với Lê Công Định, Trần Huỳnh Duy Thức thống nhất thành lập các tổ chức chính trị thay thế Đảng Cộng sản Việt Nam khi xảy ra biến cố chính trị. Trong đó, Lê Công Định chịu trách nhiệm thành lập Đảng Lao động Việt Nam, Trần Huỳnh Duy Thức lập Đảng Xã hội Việt Nam. Ngoài ra ông cùng với hai người này cùng nhau viết cuốn sách Con đường nước Việt nói về các cải cách kinh tế - tư pháp - xã hội trong tương lai, trong đó ông nhận trách nhiệm viết về phần cải cách xã hội.